# Signatur (Programmierung)
Eine Signatur (oder Methodensignatur) definiert in der Programmierung die formale Schnittstelle einer Funktion oder Prozedur. Sie besteht aus dem Namen der Funktion sowie der Anzahl, Art und Reihenfolge der zuweisungskompatiblen Parameterdatentypen, wobei zwischen Eingangs-, Ausgangs- und Durchgangsparametern unterschieden werden kann. Der Typ des Rückgabewerts gehört bei stark typisierten Programmiersprachen ebenfalls zur Signatur, genauso wie die Modifikatoren, die die Regeln für die Sichtbarkeit und die Überschreibbarkeit einer Methode festlegen.
Unter Signaturvererbung versteht man in der objektorientierten Programmierung die Übertragung einer in der Oberklasse definierten (und eventuell implementierten) Methode auf die Unterklasse. Statische Methoden mit sich unterscheidender Signatur können nicht überschrieben werden, sondern können bei weniger streng strukturierten Programmiersprachen gegebenenfalls überladen werden.
Auch die Menge der Operatoren eines abstrakten Datentyps wird Signatur genannt.

## Rückgabetyp
In Pascal- und C-Abkömmlingen und ähnlichen Sprachen, welche bei Überladungen den Rückgabetyp nicht berücksichtigen, kann nicht unterschieden werden, welche Methode im konkreten Anwendungsfall benutzt werden soll.
Beispiel:
```
    
...

     
// Deklaration

    
float
  
teile
(
 
int
 
dividend
,
 
int
 
divisor
);
    
// die Signatur ist hier: teile( int, int )

    
double
 
teile
 
(
int
 
a
,
 
int
 
b
);
  
// nicht erlaubt, Signatur ist dieselbe wie oben: teile( int, int )

    
...

```

Beide Methoden bzw. Funktionen oben hätten die gleiche Signatur.
```
     
...

     
// Deklaration

     
boolean
 
isNegativ
(
 
float
 
zahl
 
);
   
// die Signatur ist isNegativ(float)

     
boolean
 
isNegativ
(
 
double
 
zahl
 
);
  
// in Ordnung, Signatur ist anders: isNegativ(double)

     
...

```

Jetzt könnte nicht mehr entschieden werden, welche Funktion teile (int, int) im konkreten Anwendungsfall benutzt werden soll:
```
      
...

    
// Die obigen Funktionen sollen hier benutzt werden:

    
boolean
 
b
 
=
 
isNegativ
(
 
teile
(
x
,
y
)
 
);
   
// float teile(..) oder double teile(..) ?

     
...

```

Im Gegensatz dazu kann die Möglichkeit gegeben werden, in Ausdrücken explizit einen Typ anzugeben. Dadurch kann das Aufrufziel eindeutig angegeben werden. Haskell macht hiervon Gebrauch. Beispielsweise ergeben die Ausdrücke
```
    
read
 
"42"
 
::
 
Integer

```

und
```
    
read
 
"42"
 
::
 
Double

```

verschiedene Werte unterschiedlichen Typs.

## Objektorientierung
In der objektorientierten Programmierung ist eine Signatur die formale Schnittstelle einer Methode.
Signaturen spielen eine Rolle bei der Polymorphie, einem der grundlegenden Konzepte der Objektorientierung. In vielen Programmiersprachen kann eine Methode einer abgeleiteten Klasse die Methode einer Basisklasse genau dann überschreiben, wenn die Signaturen der beiden Methoden identisch sind.

### Überschriebene Methoden
Im folgenden Java-Beispiel scheinen die Methodensignaturen aus Oberklasse und abgeleiteter Klasse gleich zu sein: String redeMit( String ). Für den Compiler haben die Methoden jedoch unterschiedliche Signaturen, da er noch die zugehörigen Namensräume und Klassentypen berücksichtigt.
Die Methode der abgeleiteten Klasse hat hier die Methode der Basisklasse überschrieben (englisch override).
Hier ein Beispiel:
```
// Superklasse

class
 
Person
 
{

    
String
 
redeMit
(
 
String
 
name
 
)
 
{

        
return
 
"Hallo "
 
+
 
name
;

    
}

}

// Abgeleitete Klasse. Superklassenrelation impliziert Supertyprelation.

class
 
NettePerson
 
extends
 
Person
 
{

    
// Methode redeMit(String) wird überschrieben

    
String
 
redeMit
(
 
String
 
name
 
)
 
{

        
return
 
"Schön Dich zu sehen, "
 
+
 
name
;

    
}

}

public
 
class
 
Main
 
{

    
public
 
static
 
void
 
main
(
 
String
[]
 
args
 
)
 
{

        
Person
 
p
;

        
// Hier kann erst zur Laufzeit entschieden werden, welche Methode genommen werden soll.

        
if
 
(
 
0.5
 
<
 
Math
.
random
()
 
)
 
{

            
p
 
=
 
new
 
Person
();
        
// originale Person p

        
}
 
else
 
{

            
p
 
=
 
new
 
NettePerson
();
   
// Person p wird mit "nettem" Verhalten instanziert.

        
}

        
for
 
(
 
String
 
name
:
 
args
 
)
 
{

            
System
.
out
.
println
(
 
p
.
redeMit
(
 
name
 
)
 
+
 
"."
 
);

        
}

    
}

}

```

Zur Laufzeit führt jedes Objekt einen Zeiger auf eine Tabelle virtueller Methoden mit, die für jede Klasse existiert. Dieser Zeiger wird bei der Objekt-Instanziierung initialisiert und ermöglicht so Polymorphie, also überschreibbares Verhalten.
Unterklasse-Instanzen können gegebenenfalls noch mittels sogenannter Superzeiger auf die überschriebenen Methoden ihrer Superklassen zugreifen.

### Klassensignatur
Die Menge aller öffentlichen Signaturen definiert die Schnittstelle einer Klasse.

## Interne Repräsentation in Programmiersprachen
Viele C++-Compiler bilden aus dem Namen einer Funktion oder Methode und der kodierten Signatur einen sogenannten dekorierten Funktionsnamen (englisch mangled name). Dieser zusammengesetzte Name bildet das Linkersymbol. Damit kann verhindert werden, dass Funktionen mit gleichem Namen, aber unterschiedlicher Signatur durch den Linker fälschlicherweise miteinander verknüpft werden.
Die Namen von Methoden enthalten zusätzlich noch den Klassennamen. Allerdings sind die dekorierten Funktionsnamen nur für den passenden Compiler bzw. Linker zu interpretieren, wie folgendes Beispiel zeigt:
?seekpos@?$basic_streambuf@DU?$char_traits@D@std@@@std@@MAE?AV?$fpos@H@2@V32@H@Z
?seekpos@?$basic_streambuf@GU?$char_traits@G@std@@@std@@MAE?AV?$fpos@H@2@V32@H@Z
In der Programmiersprache Java existiert ebenfalls eine interne Repräsentation von Methodennamen, der sogenannte method descriptor. Im Gegensatz zu C++ ist dieser Teil der Sprachspezifikation und somit für alle Compiler und virtuellen Maschinen identisch. Das folgende Beispiel zeigt die interne Form der Signatur der Methode „Object meineMethode(int i, double d, Thread t)“.
```
(IDLjava/lang/Thread;)Ljava/lang/Object;
```